# Onthophagus onthochromus
Onthophagus onthochromus es una especie de insecto del género Onthophagus, familia Scarabaeidae, orden Coleoptera.

Fue descrita científicamente por Arrow en 1913.